# Дороги отчаяния
«Дороги отчаяния» (англ. Desperate Trails) — немой чёрно-белый художественный фильм в жанре вестерна, поставленный режиссёром Джоном Фордом по рассказу Кортни Райли Купера «Рождество в Пайлот-Батте» (англ. Christmas Eve at Pilot Butte).
Премьера фильма состоялась в июне 1921 года.
Фильм считается утерянным.

## Сюжет
Барт Карсон влюблен в коварную обольстительницу леди Лу и из самопожертвования берёт на себя вину её мнимого брата Уолтера Уолкера, который бросил жену и ограбил поезд. В тюрьме Барт узнаёт, что Уолкер на самом деле является любовником Лу. Приняв решение отомстить Уолкеру, он совершает побег и убивает его. Далее Барт отдаёт себя в руки сына миссис Уолкер, чтобы эта дама могла получить награду за его поимку, однако шериф на основании признания Лу оправдывает его.

## В ролях
| Актёр           | Роль          |
| --------------- | ------------- |
| Гарри Кэри      | Барт Карсон   |
| Эдвард Коксен   | Уолтер Уолкер |
| Айрин Рич       | миссис Уолкер |
| Барбара ла Марр | Леди Лу       |
| Джордж Сигман   | шериф Прайс   |